# Xuanhanosaurus qilixiaensis
Lo Xuanhanosauro (Xuanhanosaurus qilixiaensis) è un dinosauro carnivoro, noto solo per le ossa robustissime delle zampe anteriori rinvenute in terreni del Giurassico medio della Cina. I paleontologi non sono ancora riusciti a capire quale fosse effettivamente il vero aspetto di questo animale, né la sua esatta classificazione. Xuanhanosaurus sembrerebbe essere stato un primitivo teropode tetanuro, antenato dei grandi carnosauri.

## Scoperta
Il nome della specie tipo, Xuanhanosaurus qilixiaensis, fu assegnato da Dong Zhiming nel 1984.

Il nome della specie deriva dalla contea di Xuanhan, nella provincia cinese del Sichuan. Il nome specifico (qilixiaensis) deriva invece dalla città di Qilixia.
L'olotipo IVPP V.6729, il reperto di riferimento, fu trovato in Cina nella Lower Shaximiao Formation, parte della Dashanpu Formation. Consiste di uno scheletro parziale senza cranio.

## Descrizione
Xuanhanosaurus era lungo circa quattro metri e mezzo e doveva pesare attorno ai 250 kg. Aveva braccia insolitamente lunghe per un teropode. Proprio per la loro robustezza, unita alla ritenzione del quarto metacarpo della mano e per la prominenza della scapola, nettamente diversa da quella degli altri teropodi, Dong ha ipotizzato che Xuanhanosaurus potesse utilizzare tutti e quattro gli arti per la deambulazione. In questo caso sarebbe l'unico caso noto in un dinosauro carnivoro. I paleontologi successivi non si sono dimostrati convinti della proposta di Dong, ritenendo che questo dinosauro fosse bipede come gli altri teropodi, e che solo occasionalmente si mettesse in posizione prona. Le forti braccia potevano invece essere utili nella cattura delle prede.
Lo Xuanhanosaurus fu inizialmente assegnato da Dong a Megalosauridae e considerato affine all'americano Torvosaurus, ma Roger Benson nel 2009 lo definì come un membro basale di Megalosauroidea. Nel 2010 Benson et al. lo attribuirono a Metriacanthosauridae.